# 达斯廷埃克斯 (加利福尼亞州)
达斯廷埃克斯（英語：Dustin Acres）是位於美國加利福尼亞州克恩縣的一個人口普查指定地區。

## 地理
达斯廷埃克斯的座標為35°13′10″N 119°23′26″W / 35.21944°N 119.39056°W，而該地最高點為海拔高度117米（即384英尺）。

## 人口
根據2010年美國人口普查的數據，达斯廷埃克斯的面積為9.521平方千米，當中陸地面積為9.521平方千米，而水域面積為0.000平方千米。當地共有人口652人，而人口密度為每平方千米68人。